# Michael McCreadie
Michael McCreadie (ur. 16 marca 1946 w Glasgow) – szkocki niepełnosprawny sportowiec i trener. Reprezentował Wielką Brytanię na letnich i zimowych igrzyskach paraolimpijskich w bowls, curlingu, koszykówce i pływaniu.

## Pływanie
McCreadie uczestniczył w konkurencjach pływackich podczas igrzysk paraolimpijskich w latach 1972 i 1976. Podczas pierwszych zawodów startował w wyścigu na 100 metrów stylem klasycznym, 100 metrów stylem grzbietowym i 3×50 m stylem zmiennym. Zajął odpowiednio 14., 8. i 14. miejsce. Cztery lata później wystartował jedynie na 50 metrów stylem grzbietowym; uplasował się na 8. miejscu.

## Bowls
W rozgrywanych w Toronto Letnich Igrzyskach Paraolimpijskich 1976 McCreadie zdobył brązowy medal w konkurencji singlistów i par (z D. Avisem).

## Koszykówka
Na igrzyskach paraolimpijskich 1976 uczestniczył w rywalizacji koszykarzy. Brytyjski zespół doszedł do ćwierćfinału, w którym uległ 26:60 Izraelowi. W następnym turnieju McCreadie był kapitanem zespołu, który uplasował się na 12. miejscu.
Karierę w tej dyscyplinie kontynuował jako trener. Prowadził zespoły Wielkiej Brytanii na Letnich Igrzyskach Paraolimpijskich 1988 i 1992. Rok później reprezentacja zdobyła srebrne medale na mistrzostwach Europy. W 1993 został laureatem Coach of the Year Award Scotland i Coach of the Year Award Great Britain. W 1994 Brytyjczycy zdobyli srebrne medale mistrzostw globu.

## Curling
Curling zaczął uprawiać w 2001, gdy wcześniej zakończył swoją karierę sportową. Od samego początku reprezentuje Braehead Wheelchair Curling Club. Rok później wystąpił na mistrzostwach świata, był drugim w zespole Franka Duffy’ego. Szkoci zdobyli wówczas brązowe medale – w meczu o 3. miejsce pokonali 6:0 Szwedów (Jalle Jungnell).
W Mistrzostwach Świata 2004 zagrywał 5. i 6. kamienie. Jego drużyna w całym turnieju nie odniosła żadnej porażki; w półfinale Szkoci wygrali 10:4 przeciwko Kanadzie (Chris Daw). Zdobyli tytuły mistrzowskie w finale zwyciężając 6:3 ze Szwajcarią (Urs Bucher). W następnej edycji zawodów ekipa pod dowództwem Duffy’ego obroniła złote medale; spotkanie finałowe z Danią (Kenneth Ørbæk) zakończyło się wynikiem 7:6.
W roku 2006 McCreadie po raz pierwszy wystąpił na zimowych igrzyskach paraolimpijskich. Reprezentanci Wielkiej Brytanii w fazie Round Roibin wygrali cztery z siedmiu meczów i zajmując 2. miejsce zakwalifikowali się do fazy finałowej. W półfinale wygrali ze Szwecją (Jalle Jungnell) 7:3. Wywalczyli srebrne medale; w finale 7:4 triumfowali Kanadyjczycy (Chris Daw). Od 2007 Michael był kapitanem drużyny; w MŚ wywalczył brązowe medale. W późniejszych latach (2008 i 2009) Szkotom nie udało się awansować z fazy grupowej. McCreadie, będąc kapitanem zagrywającym kamienie na pozycji trzeciego, w 2010 uczestniczył w Zimowych Igrzyskach Paraolimpijskich. Był również chorążym reprezentacji, pierwszym curlerem w historii igrzysk paraolimpijskich. Brytyjczycy wygrali 3 a przegrali 6 meczów i uplasowali się na 6. pozycji.

### Drużyna
|           | Czwarty/-ta       | Trzeci/-cia       | Drugi/-ga         | Otwierający/-ca   |
| --------- | ----------------- | ----------------- | ----------------- | ----------------- |
| 2011/2012 | Aileen Neilson    | Michael McCreadie | Seamus McArdle    | Mo Simpson        |
| 2010/2011 | Aileen Neilson    | Tom Killin        | Ian Donaldson     | Michael McCreadie |
| 2009/2010 | Aileen Neilson    | Michael McCreadie | Tom Killin        | Angie Malone      |
| 2007/2009 | Michael McCreadie | Aileen Neilson    | Tom Killin        | James Sellar      |
| 2006/2007 | Michael McCreadie | Aileen Neilson    | James Sellar      | Angie Malone      |
| 2005/2006 | Frank Duffy       | Michael McCreadie | Tom Killin        | Angie Malone      |
| 2003/2005 | Frank Duffy       | Michael McCreadie | Ken Dickson       | Angie Malone      |
| 2001/2002 | Frank Duffy       | Alex Harvey       | Michael McCreadie | Elaine Lister     |

## Życie prywatne
McCreadie cierpi na porażenie poprzeczne, którego doznał w wieku 10 miesięcy w wyniku zakażenia wirusem polio. Mieszka w Lochwinnoch.